# 120 Лахесіс
120 Лахесіс (120 Lachesis) — астероїд головного поясу, відкритий 10 квітня 1872 року.